# Les Travailleurs de la nuit
Albums de Alain Meilland
1977 : Mangiamerda 1978 : Printemps de Bourges 78 compilation
Les Travailleurs de la nuit est un spectacle (montage de textes-chansons) de Maurice Frot et Alain Meilland créé au Printemps de Bourges 1978, en hommage à l'anarchiste Marius Jacob. 

## Présentation
Ce spectacle comprenait un certain nombre de « chansons illégalistes » interprétées par Paul Castanier, Alain Meilland, Michel Grange, Véronique Nordey, Aline Chertier, et de textes dits par Jacques Tristant et Henri Barbier. Il fit l'objet d'un enregistrement (K7-Discovale). 

### Titres enregistrés
Interprétations de Paul Castanier
1. Les copains d'la neuille (Léo Ferré)

Interprétations d'Aline Chertier
1. La complainte de Kesoubah (Jean Tranchant)

Interprétations de Michel Grange
1. Le condamné (Jean Moiziart)
2. Nos vingt ans (Gaston Couté-Paul Castanier)
3. Jean Fagot (Le bagnard Miet-M.Villard)
4. Ni Dieu ni Maître (Léo Ferré)

Interprétations d'Alain Meilland
1. L'oppression (Léo Ferré)
2. La chasse à l'homme (Maurice Frot - Alain Meilland - Paul Castanier)
3. Que la fête ne cesse (Philippe Val)
4. Jean Fagot (Le bagnard Miet-M.Villard)

Interprétations de Véronique Nordey
1. Java partout (Léo Ferré)
2. Les Pègres (Philippe Clément)

Autres textes de Maurice Frot et Alain Meilland
interprétés par :
1. Jacques Tristant ;
2. Henri Barbier.